# Écriture maghrébine

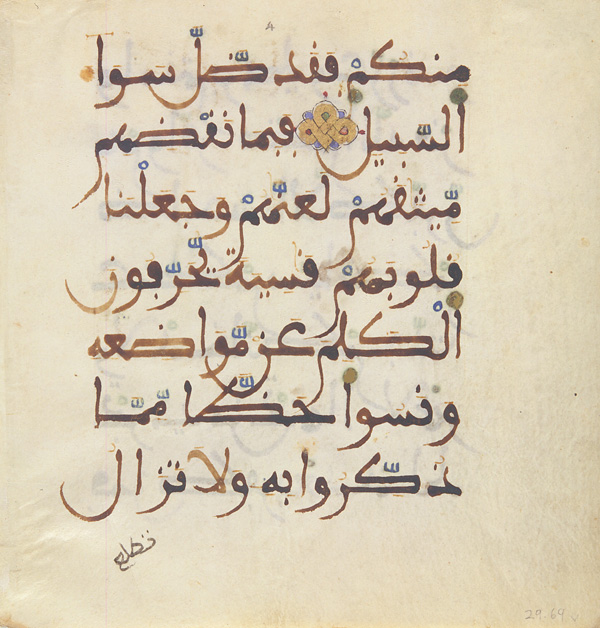
Sourate Al-Maʼida, verset 12-13, du écrit en maghribi.

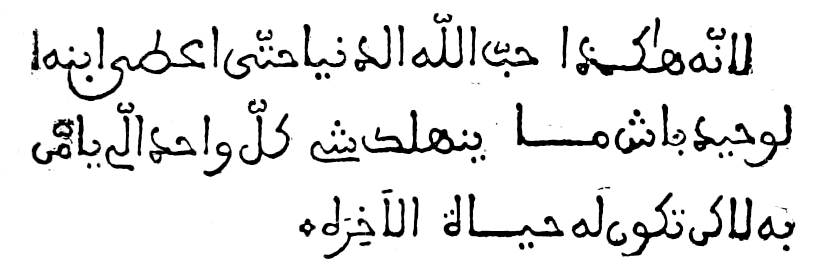
Verset de la Bible en maghribi en arabe du Maroc publié en 1918.

L’écriture maghrebine, écriture maghribi ou l'écriture arabe maghrébine, est un ensemble de styles calligraphiques de l’écriture arabe développée à partir du Xe siècle dans l’Occident musulman, c’est-à-dire au Maghreb, dans les territoires sud-européens conquis par les Maures (Ibérie (Espagne, Portugal), Sicile, Malte) ou encore la région soudanienne occidentale[réf. nécessaire]. Les différents styles maghribi varient dans la hauteur et les formes anguleuses mais ont en commun les larges courbes et un trait gracile avec peu de contraste entre plein et délié.